# Bratumiła
Bratumiła, Bratomiła, Bratmiła – staropolskie imię żeńskie, złożone z członów Bratu- ("bratu", "członkowi wspólnoty rodowej", "człowiekowi bliskiemu") i -miła ("miła"). Znaczenie imienia: "miła swoim bliskim". W źródłach polskich poświadczone w XIII wieku (1265 rok).
Męskie formy: Bratumił, Bratomił, Bratmił, (zniem.) Bretomił, Bretmił.
Bratumiła imieniny obchodzi 3 czerwca i 4 grudnia.